# Pulicaria vulgaris
L'incensaria fetida (nome scientifico Pulicaria vulgaris (Gaertner, 1791)è una specie di pianta angiosperma dicotiledone della famiglia delle Asteraceae (sottofamiglia Asteroideae, tribù Inuleae e sottotribù Inulinae).

## Etimologia
Il nome generico (pulicaria) deriva dal latino “pulicarius” (= simile alle pulci) e si riferisce alle proprietà “anti-pulci” di alcune sostanze contenute nella pianta; mentre L'epiteto specifico (vulgaris) comune ad molte altre piante, generalmente fa riferimento ad una specie comune.
Il binomio scientifico attualmente accettato (Pulicaria vulgaris) è stato proposto dal botanico tedesco Joseph Gaertner (1732 – 1791) nella pubblicazione De Fructibus et Seminibus Plantarum del 1791. In precedenza questa specie era stata definita nel 1753 da Linneo come Inula pulicaria. 

## Descrizione

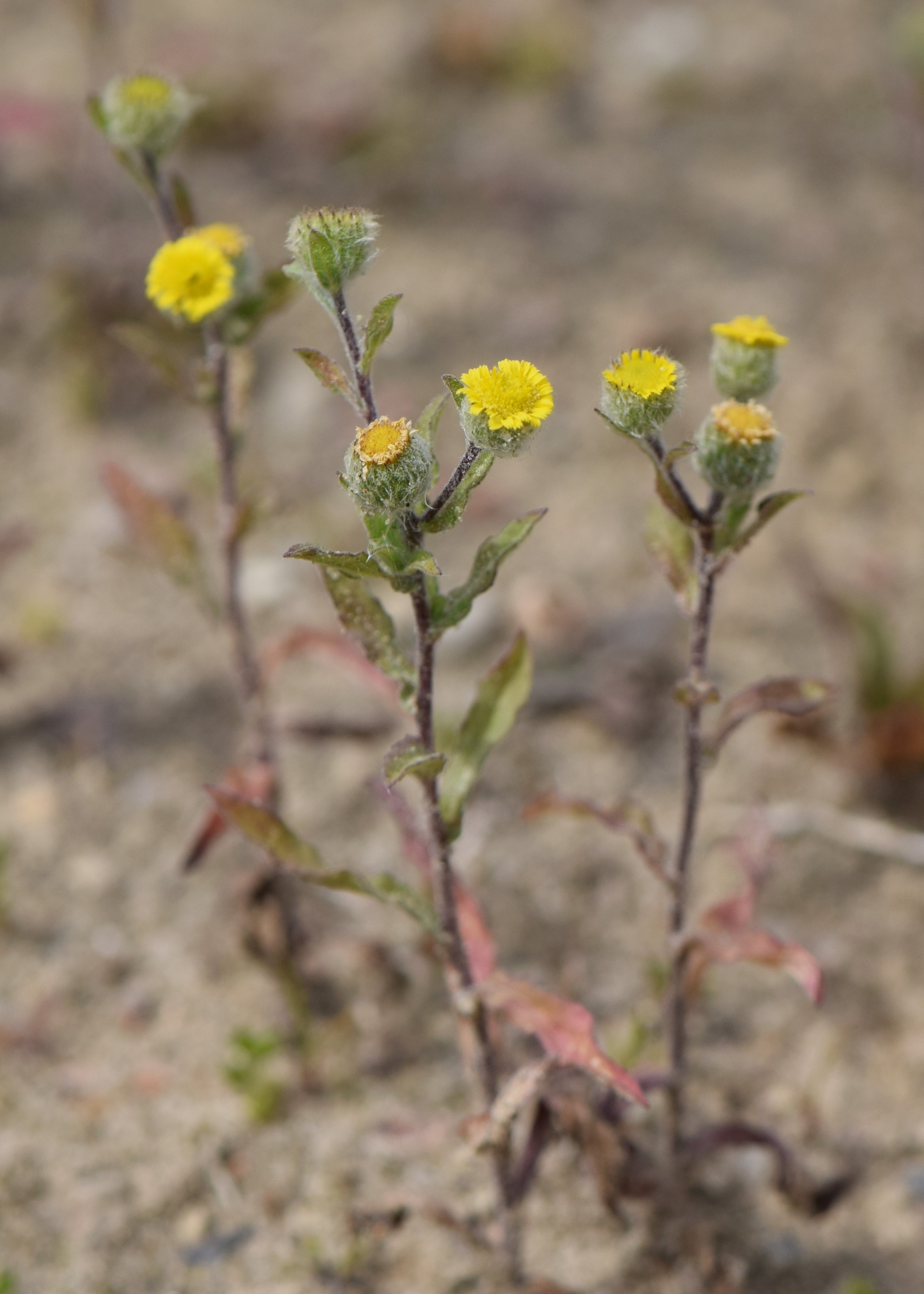
Il portamento

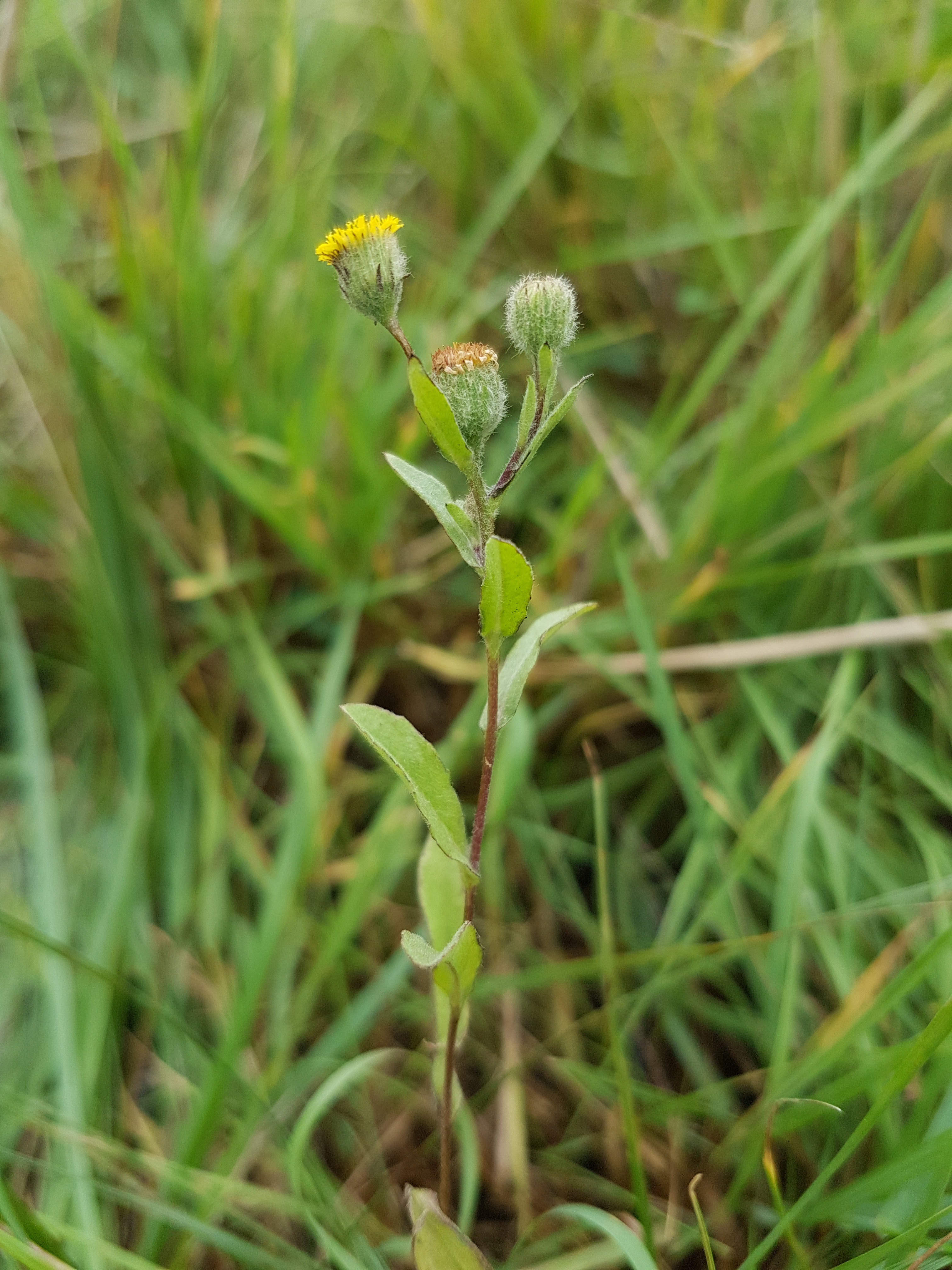
Le foglie

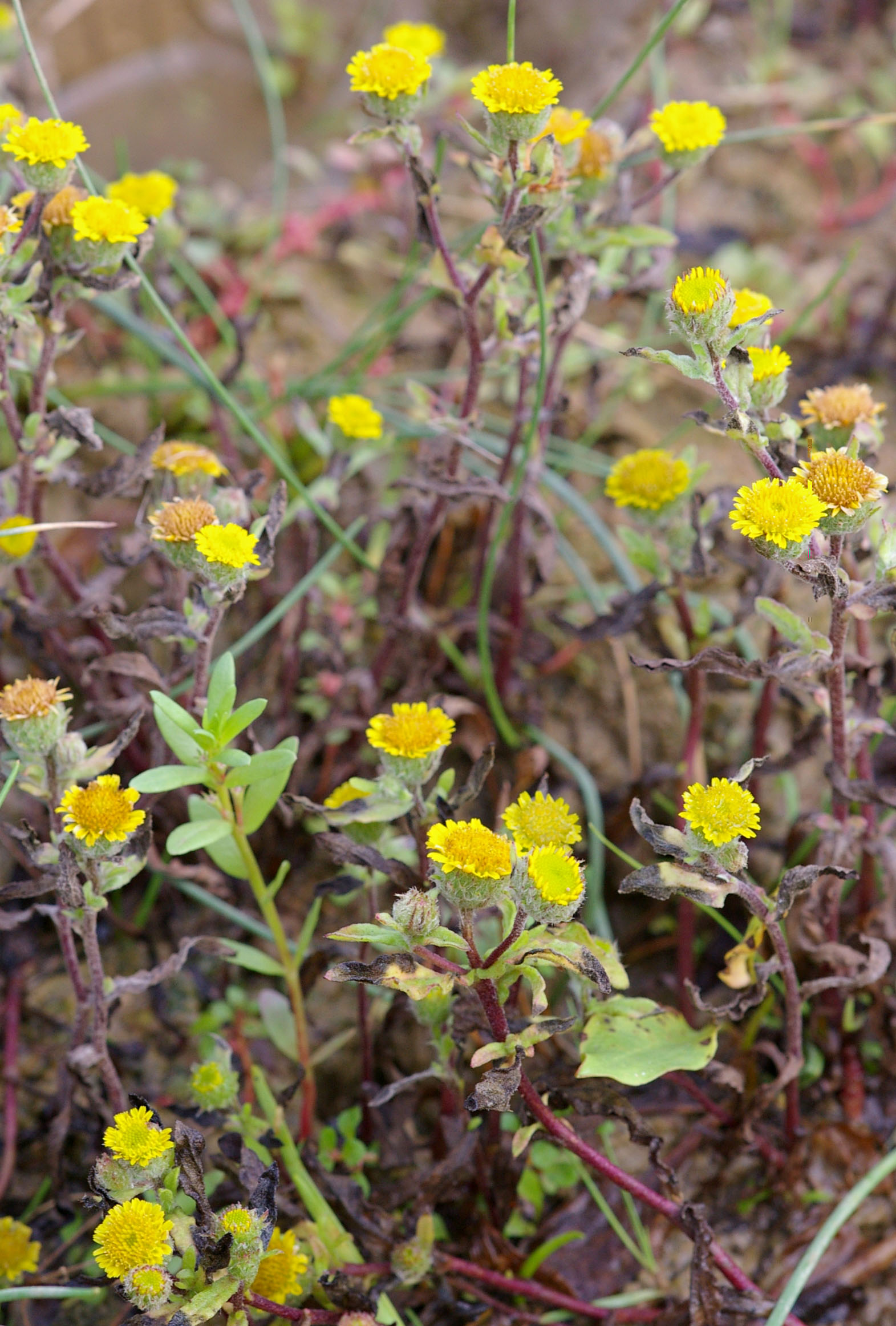
Infiorescenza

Portamento. La specie di questo voce ha un portamento erbaceo annuale. La forma biologica della specie è terofita scaposa (T scap), ossia sono piante erbacee che differiscono dalle altre forme biologiche poiché, essendo annuali, superano la stagione avversa sotto forma di seme. Tutta la pianta si presenta con un odore sgradevole ed è tomentosa per peli crespi.
Radici. Le radici sono secondarie da fittone.
Fusto. Altezza massima: 1-4 dm.
- Parte ipogea: la parte sotterranea è fittonante.
- Parte epigea: la parte aerea del fusto è eretta e ramificata nella parte alta in modo dicotomico.

Foglie. Le foglie sono intere, a forma ovale-lanceolata con superficie ondulata (soprattutto i margini), sono sessili e a disposizione alterna.
Infiorescenza. Le infiorescenze sono formate da medi capolini sia solitari che in formazioni corimbose su sottili peduncoli fogliosi. I capolini sono di tipo radiato. I capolini sono formati da un involucro composto da brattee disposte in modo embricato al cui interno un ricettacolo fa da base ai fiori ligulati periferici o fiori del raggio e ai fiori tubulosi quelli centrali o del disco. L'involucro è emisferico. Le brattee,  acute e densamente pelose (anche per peli ghiandolari), sono disposte generalmente su 3-4 righe; hanno consistenza erbacea o cartilaginea, ma senza margini ialini; gli stereomi non sono divisi. Il ricettacolo, minutamente alveolato, è sprovvisto (nudo) di pagliette a protezione della base dei fiori. Diametro dei capolini: 7 – 9 mm.
Fiori.  I fiori sono tetra-ciclici (formati cioè da 4 verticilli: calice – corolla – androceo – gineceo) e pentameri (calice e corolla formati da 5 elementi). Si distinguono in:
- fiori del raggio (esterni): sono femminili e sono disposti su una o più serie; la forma è ligulata (zigomorfa); possono essere assenti;
- fiori del disco (centrali): sono più numerosi con forme brevemente tubulose (attinomorfe); sono ermafroditi o fertili.

- Formula fiorale:

*/x K {\displaystyle \infty }, [C (5), A (5)], G 2 (infero), achenio
- Calice: i sepali del calice sono ridotti ad una coroncina di squame.

- Corolla: la lunghezza del tubo dei fiori è di 2 mm, mentre la ligula di quelli periferici è lunga 1 – 2 mm.

- fiori del raggio: la forma della corolla alla base è più o meno tubulosa-imbutiforme, mentre all'apice è ligulata; la ligula non molto lunga, può terminare con alcuni denti; il colore è giallo;
- fiori del disco: la forma è tubulare bruscamente divaricata in 4-5 brevi lobi; il colore è giallo scuro.

- Androceo: l'androceo è formato da 5 stami sorretti da filamenti generalmente liberi; gli stami sono connati e formano un manicotto circondante lo stilo; le teche (produttrici del polline) sono troncate e sono minutamente speronate. La base delle antere può essere lunga o corta con code ramificate. Il tessuto dell'endotecio è a forma radiata. Le cellule del collare dei filamenti sono piatte o di tipo mammelloso.

- Gineceo: il gineceo ha un ovario uniloculare infero formato da due carpelli.[6] Lo stilo è unico e con due stigmi nella parte apicale. Gli stigmi spesso sono provvisti di peli acuti che terminano sopra la biforcazione ma non la raggiungono. Le superfici stigmatiche confluiscono all'apice, mentre alla base sono separate in due distinte linee (lignee stigmatiche marginali[8]). Il polline è spinuloso.

- Antesi: da agosto a settembre.

Frutti. I frutti sono degli acheni con pappo. L'epidermide dell'achenio è caratterizzata da lunghi cristalli. Il pappo è composto da peli (18 – 25) circondati alla base da una corona di squame membranose. Lunghezza dell'achenio: 1,5 mm. Lunghezza del pappo: 1,5 mm.

## Biologia
Impollinazione: tramite insetti (impollinazione entomogama tramite farfalle diurne e notturne).

Riproduzione: la fecondazione avviene fondamentalmente tramite l'impollinazione dei fiori.

Dispersione: i semi cadono a terra e vengono dispersi soprattutto da insetti come formiche (disseminazione mirmecoria). Un altro tipo di dispersione è zoocoria: gli uncini delle brattee dell'involucro (se presenti) si agganciano ai peli degli animali di passaggio che portano così i semi anche su lunghe distanze. Inoltre per merito del pappo (se presente) il vento può trasportare i semi anche per alcuni chilometri (disseminazione anemocora).

## Distribuzione e habitat

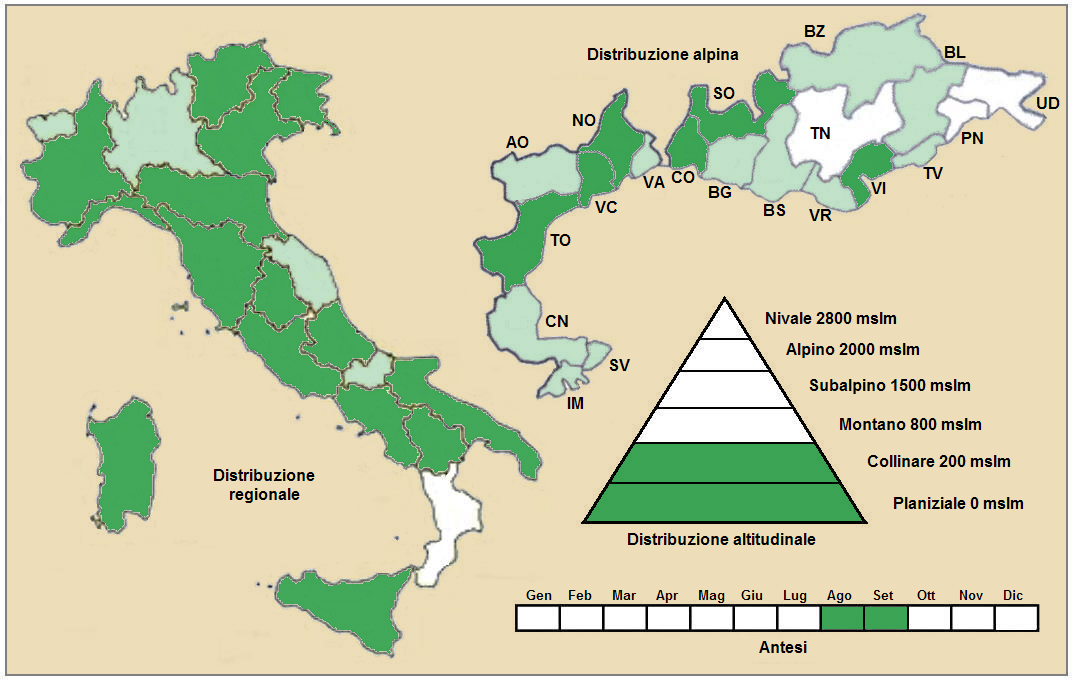
Distribuzione della pianta
(Distribuzione regionale – Distribuzione alpina)

Geoelemento: il tipo corologico (area di origine) è  Paleotemperato - Eurasiatico.

Distribuzione: si trova quasi in tutta Italia, ma è considerata rara. Nelle Alpi è presente nelle seguenti province: TO, VC, NO, CO, SO e VR. Oltreconfine (sempre nelle Alpi) si trova con discontinuità più o meno in tutte le aree. Sugli altri rilievi europei è presente nel Massiccio del Giura, Massiccio Centrale, Pirenei, Monti Balcani e Carpazi. Altrove si trova in Asia e Africa mediterranea.

Habitat:  l'habitat tipico per questa specie sono i fanghi, i prati umidi, le sponde dei fossi; ma anche le zone temporaneamente inondate. Il substrato preferito è siliceo con pH acido, alti valori nutrizionali del terreno che deve essere bagnato.

Distribuzione altitudinale: sui rilievi alpini queste piante si possono trovare fino a 800 m s.l.m.; frequentano quindi i seguenti piani vegetazionali: collinare e quello planiziale – a livello del mare.

## Fitosociologia
Areale alpino
Dal punto di vista fitosociologico alpino la specie di questa voce appartiene alla seguente comunità vegetale:
Formazione: delle comunità terofiche pioniere nitrofile
Classe: Bidentetea tripartitae.
Areale italiano
Per l'areale completo italiano la specie di questa voce appartiene alla seguente comunità vegetale:
- Macrotipologia: vegetazione delle praterie

- Classe: Agrostietea stoloniferae Oberdorfer, 1983

- Ordine: Potentillo Anserinae-Polygonetalia avicularis Tüxen, 1947

- Alleanza: Potentillion anserinae Tüxen, 1947

Descrizione. L'alleanza Potentillion anserinae è relativa alle praterie igrofile e meso-igrofile, a volte temporaneamente inondate (sono inondate in inverno e secche in primavera) e comunque calpestate e sovrapascolate dei climi temperati e in particolare quello Mediterraneo. Sono formazioni erbacee relative agli ambienti umidi e antropizzati. La disponibilità in nutrienti può essere varia, da ricca a moderatamente povera. Questa cenosi si rinviene lungo i corsi d’acqua, i canali secondari, le depressioni caratterizzate dalla presenza di acqua stagnante, presso gli abbeveratoi del bestiame e zone paludose in genere. La distribuzione dell'alleanza è prevalentemente medioeuropea ma è presente anche nel Mediterraneo. Appartengono a questa alleanza soprattutto specie emicriptofite reptanti e neofite rizomatose; ossia piante caratterizzate dalla capacità di diffondersi rapidamente per via vegetativa e sono efficienti nel colonizzare temporanee aree aperte.
Specie presenti nell'associazione: Agrostis stolonifera, Alopecurus geniculatus, Althaea officinalis, Carex hirta, Carex hordeistichos, Cirsium creticum, Dactylis glomerata, Elytrigia repens, Epilobium tetragonum, Festuca arundinacea, Galega officinalis, Glyceria striata, Juncus inflexus, Mentha aquatica, Mentha pulegium, Poa trivialis, Plantago major, Potentilla anglica, Potentilla anserina, Potentilla intermedia, Potentilla reptans, Potentilla supina, Pulicaria dysenterica, Pulicaria vulgaris, Ranunculus sardous, Rorippa sylvestris, Rumex crispus, Verbena officinalis e Ranunculus repens.

## Sistematica
La famiglia di appartenenza di questa voce (Asteraceae o Compositae, nomen conservandum) probabilmente originaria del Sud America, è la più numerosa del mondo vegetale, comprende oltre 23.000 specie distribuite su 1.535 generi, oppure 22.750 specie e 1.530 generi secondo altre fonti (una delle checklist più aggiornata elenca fino a 1.679 generi). La famiglia attualmente (2021) è divisa in 16 sottofamiglie; la sottofamiglia Asteroideae è una di queste e rappresenta l'evoluzione più recente di tutta la famiglia.

### Filogenesi
La tribù Inuleae (comprendente le Inulinae) è una delle 21 tribù della sottofamiglia Asteroideae). Da un punto di vista filogenetico, la tribù Inuleae, all'interno della sottofamiglia, fa parte del gruppo "Helianthodae". La sottotribù Inulinae è caratterizzata dalla particolare pubescenza dello stilo e dagli acheni con cristalli di ossalato di calcio. Il genere Pulicaria è caratterizzato da portamenti erbacei oppure arbustivi e ramosi, e dal tessuto endoteciale di tipo radiale delle antere.
I caratteri distintivi della specie  P. vulgaris sono:
- il portamento è annuale;
- la forma delle foglie varia da lanceolate a ovali-lanceolate;
- i fiori periferici non hanno una ligula molto lunga;
- i peli dell'achenio sono in numero di 18-25.

Il numero cromosomico delle specie di questa voce è: 2n = 18.

### Variabilità
Pulicaria vulgaris è una specie variabile. La variabilità più evidente può manifestarsi soprattutto nel tipo di habitus xerofilo; in questo caso le dimensioni sono più ridotte (compresi i capolini) e tutta la pianta è più tomentosa. Alcuni botanici considerano questa entità una specie autonoma col nome di: Pulicaria graeca Sch.-Bip..
Per questa specie sono riconosciute le seguenti sottospecie:
- Pulicaria vulgaris subsp. pomeliana (Faure & Maire) E.Gamal-Eldin, 1963 - Distribuzione: Algeria
- Pulicaria vulgaris subsp. vulgaris

### Sinonimi
Sono elencati alcuni sinonimi per questa entità:
- Inula pulicaria L.

### Specie simili
Oltre alle specie dello stesso genere (Pulicaria dysenterica Gaertn. - Incensaria comune: le foglie sono più grandi, mentre l'infiorescenza è di tipo corimboso) l'Incensaria fetida può essere confusa con specie di altri generi quali Inula, Buphthalmum, Telekia e altre ancora.